# Fetters Hot Springs-Agua Caliente
Fetters Hot Springs-Agua Caliente – jednostka osadnicza w Stanach Zjednoczonych, w stanie Kalifornia, w hrabstwie Sonoma.